# دژ ریگا
دژ ریگا (لتونیایی: Rīgas pils) دژی در کرانهٔ رود دائوگاوا در ریگا، پایتخت لتونی است. دژ ریگا در سال ۱۳۳۰ بنیان نهاده شد و ساختمان آن میان سال‌های ۱۴۹۷ و ۱۵۱۵ کاملاً بازسازی شد. در سال ۱۶۴۱ پس از تصرف دژ به دست سوئدی‌ها، در دژ پیوست‌های جادار ساخته شد. این دژ بین قرن‌های ۱۷ و ۱۹ به‌طور مداوم افزایش و بازسازی می‌شد. در سال ۱۹۳۸، دولت لتونی این دژ را به عنوان سکونتگاه خود برگزید. امروزه، این دژ سکونتگاه رسمی رئیس‌جمهوری لتونی و جایگاه چندین موزه است.

## تاریخچه

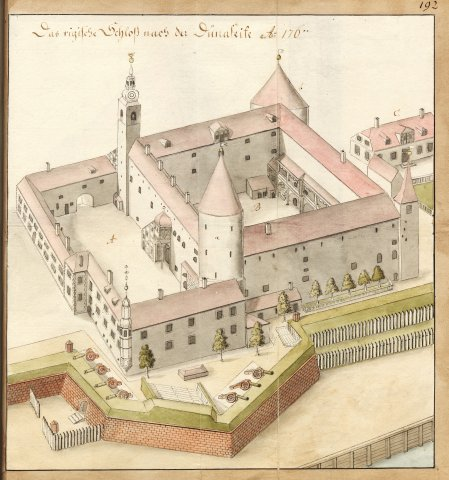
دژ ریگا پس از گسترش در دههٔ ۱۶۰۰

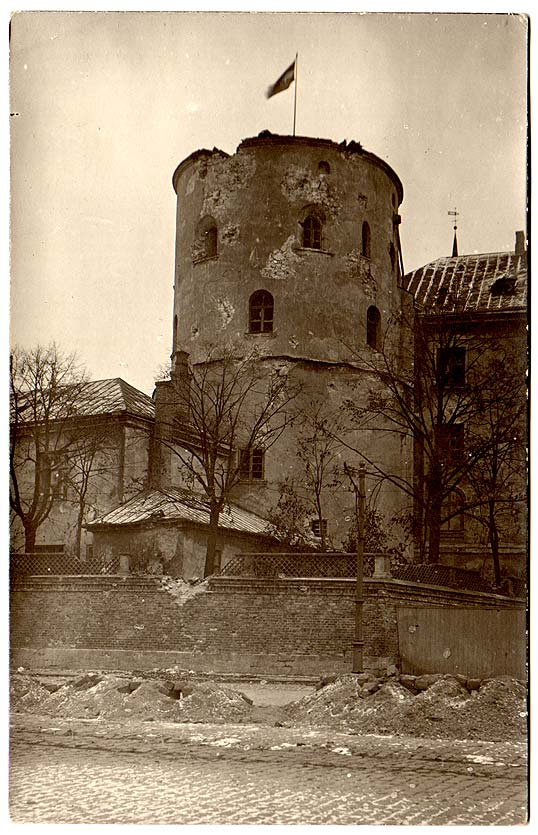
دژ ریگا در سال ۱۹۱۹، پس از بمباران شدید به دست ارتش داوطلب روسیه غربی در طول جنگ استقلال لتونی

این دژ بر اساس پیمان‌نامه‌ای میان ریگا و شوالیه‌های لیوونی ساخته شد؛ در سدهٔ سیزدهم اهالی ریگا ضد شوالیه‌ها شورش کردند و دژ اصلی که در مرکز شهر واقع بود را ویران کردند. به دلیل درگیری مداوم با اهالی ریگا، شوالیه‌ها تصمیم بر ساخت دژی نو فرای مرزهای شهر به جای بازسازی دژ اصلی گرفتند. این دژ نقش سکونتگاه استاد بزرگ شوالیه‌های لیوونی را داشت، اما به دلیل درگیری‌های مداوم به اهالی ریگا، سکونتگاه در سال ۱۴۸۴ به دژ سسیس منتقل شد. اهالی ریگا به مرور در نبرد شکست خوردند و مجبور به بازسازی دژ شدند که در سال ۱۵۱۵ به پایان رسید. پس از پیمان ویلنیوس، شوالیه‌های لیوونی دیگر وجود نداشتند و در سال ۱۵۶۱، این دژ به پناهگاه نظامی لیتوانی و سپس لهستان–لیتوانی تبدیل شد. در سال ۱۶۲۱، ریگا تحت ادارهٔ امپراتوری سوئد آمد و دژ ریگا به عنوان سکونتگاه مدیریت سوئدی به کار رفت.
پس از اینکه شهر در اوایل سدهٔ هجدهم تحت چیرگی امپراتوری روسیه قرار گرفت، دژ ریگا به عنوان سکونتگاه مدیریت و دیوان‌های استان ریگا (که شامل بیشتر سرزمین‌های لتونی و استونی می‌شد) تبدیل شد.
چندین موزه در بخش جنوبی دژ قرار دارند. پس از استقلال دوبارهٔ لتونی، بخش شمالی دژ به عنوان سکونتگاه رئیس‌جمهور لتونی تعیین شد.

## معماری

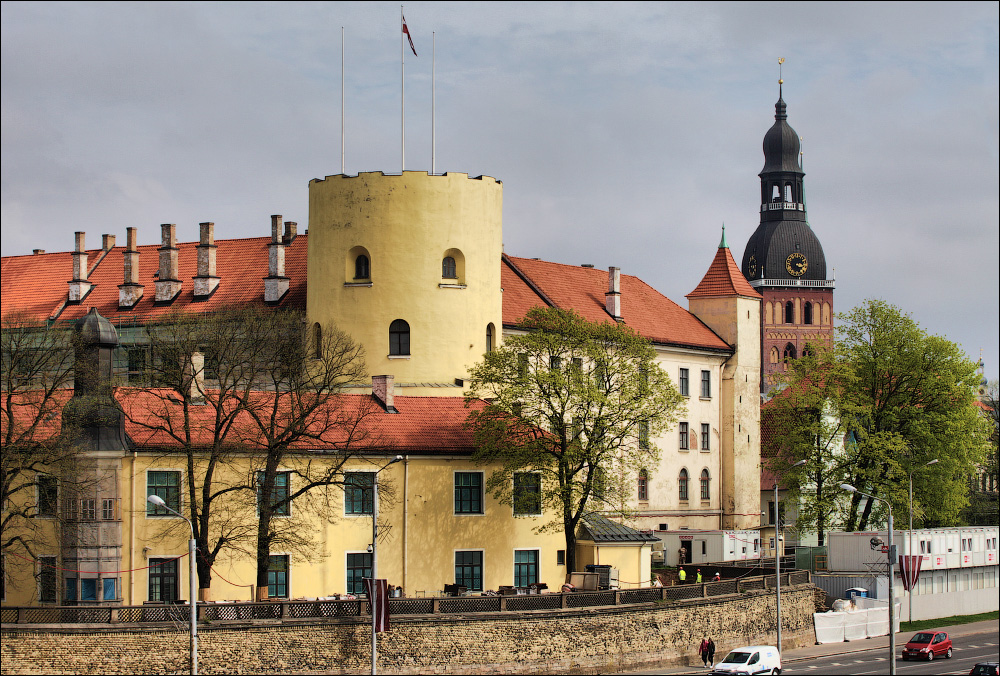
نمای گوشه‌ای از دژ ریگا در سپتامبر ۲۰۱۴

ساختمان اصلی دژ، سه‌طبقه داشت که یک حیاط درونی مستطیل‌شکل را احاطه کرده بود و در گوشه‌ها، چهار برج مستطیل‌شکل داشت. پس از ویرانی دژ در سال ۱۴۸۴ به دنبال توسعه‌های فناوری نظامی، دو تا از برج‌ها با برج‌های مدور جایگزین شدند. دژ در طول سدهٔ هفدهم توسعهٔ وسیعی را تجربه کرد، زمانی که تقریباً دائماً در حال ساخت بود. در سال ۱۶۲۸، زرادخانه به دژ چسبیده بود و صد سال بعد، در سال ۱۷۸۳ برای ساخت یک دیوان‌خانه تخریب شد.